# Friidrott vid europeiska spelen 2015
Friidrott vid europeiska spelen 2015 i Baku avgjordes mellan 21 juni - 22 juni på Bakus Olympiastadion. Tävlingen bestod av 20 grenar för herrarna och 20 grenar för damerna vilket också ingick som tredjeligan av Europeiska lagmästerskapen i friidrott. De 600 idrottarna tävlade för sina respektive nationer i lag, Slovakien tog flest poäng och stod som slutsegrare.
EOC försökte länge få med friidrott i programmet, trots att Europeiska Friidrottsförbundet (EAA) tidigt sagt nej. I februari 2014 valde dock EAA att gå med på att införa tredjeligan av Europeiska lagmästerskapen i friidrott i spelen.

## Deltagande nationer
Följande nationer deltog i lagtävlingen som tävlingarna bestod av.
| - AASSE - Albanien - Andorra - Azerbajdzjan - Bosnien och Hercegovina | - Georgien - Israel - Luxemburg - Nordmakedonien - Malta | - Moldavien - Montenegro - Slovakien - Österrike |

## Medaljsummering
| Friidrott | Guld      | Silver    | Brons  |
| Mixlag    | Slovakien | Österrike | Israel |